# Camí de Monistrol de Calders a Marfà

El Camí de Monistrol de Calders a Marfà respecte del terme de Castellcir

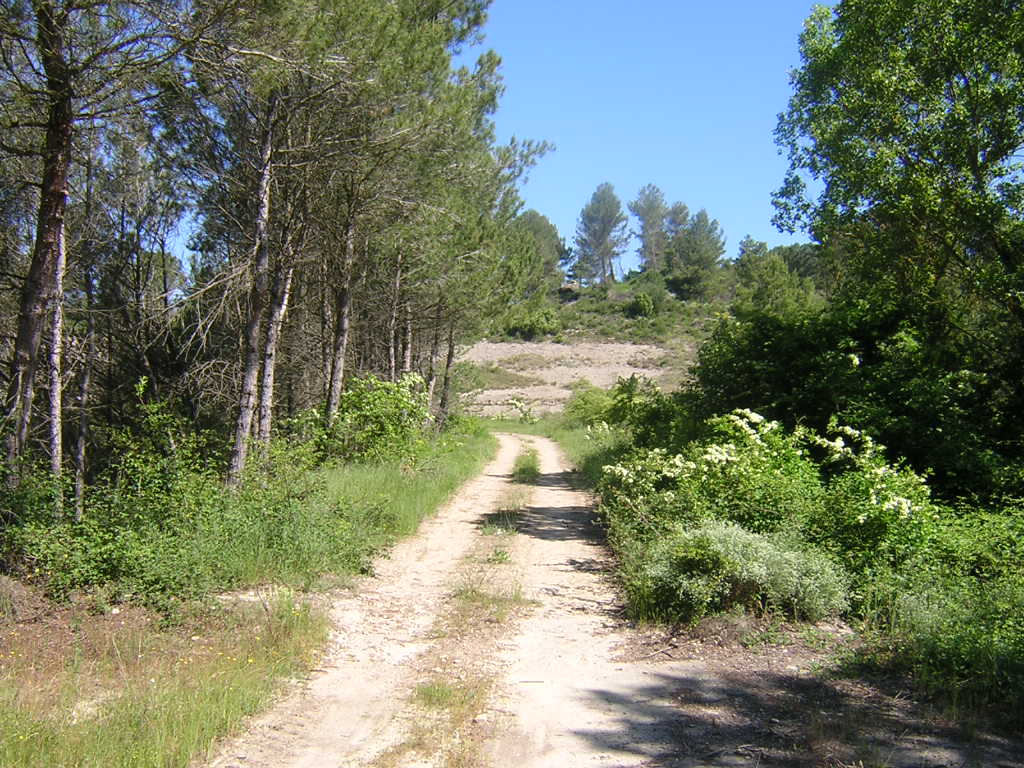
El camí, damunt de la resclosa del Sot de Pumanyà

El Camí de Monistrol de Calders a Marfà és una pista forestal dels termes municipals de Monistrol de Calders i de Castellcir, a la comarca del Moianès.

## Terme municipal de Monistrol de Calders
El camí arrenca de la Carretera de la Coma a Coll Girant, des d'on, en direcció a llevant, ressegueix per sota la Pedrera de Coll Girant, fins que arriba a la dreta del torrent del Sot de Pumanyà, on gira cap al nord primer i cap a llevant després; ascendeix fins que arriba a la paret de la resclosa de Pumanyà, havent deixat abans a l'esquerra l'entrada a la pedrera esmentada.
Un cop al capdamunt de la paret de la resclosa, torna a girar cap al sud-est, fins que depassa, pel costat de migdia, el Serrat de Pumanyà, on gira cap a llevant. Segueix sempre per la dreta del torrent de Colljovà, decantant-se progressivament cap al nord-est fent diverses giragonses, fins que arriba a Colljovà, on abandona el terme monistrolenc.

## Terme municipal de Castellcir (la Vall de Marfà)
Ja dins del terme de l'enclavament de Marfà, pertanyent a Castellcir, fa la volta cap al sud-est per l'extrem sud-oest del Serrat del Coll, i torna a emprendre cap al nord-est, per tal d'arribar al Coll de Marfà, a 676,3 metres d'altitud. Poc després arriba al punt de màxima alçada del camí, a 687 metres d'altitud, en el vessant nord-oest del Serrat dels Llamps, vessant que segueix cap al nord-est per tal d'anar baixant cap a la casa de Marfà.

## Etimologia
Com en el cas de la major part de camins, el nom que els designa és clarament descriptiu. En aquest cas, el nom del camí fa esment als dos extrems del camí: el poble de Monistrol de Calders i la masia de Marfà.